# Konstituierende Nationalversammlung
- SDAP: 72
- VTP: 1
- JNP: 1
- D: 1
- CS: 69
- DN: 26

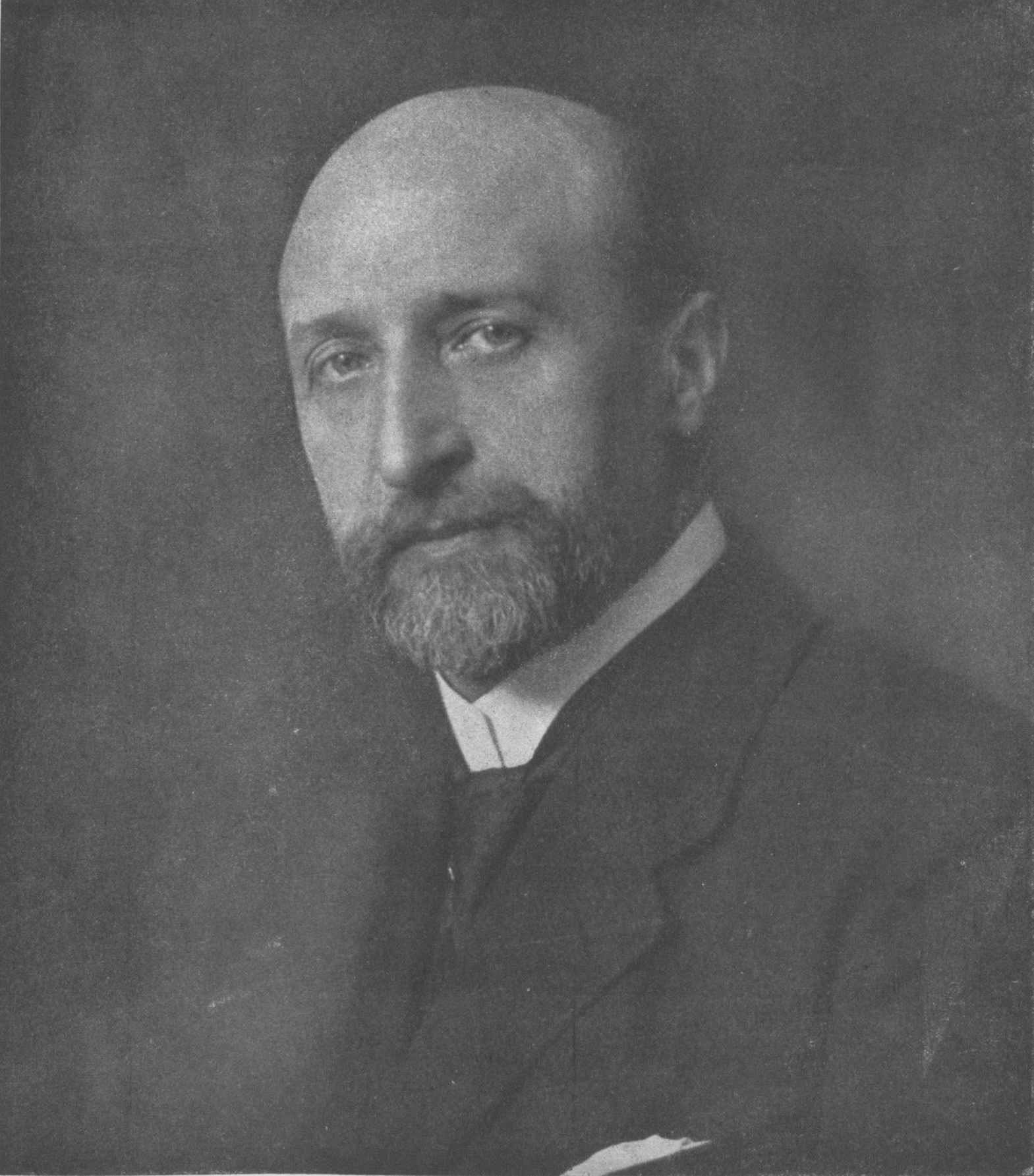
Der 1911 gewählte Reichsratsabgeordnete Karl Seitz, Sozialdemokrat aus Wien, wurde von der Provisorischen Nationalversammlung am 21. Oktober 1918 zu einem ihrer drei gleichberechtigten Präsidenten gewählt. Am 5. März 1919 wählte ihn die Konstituierende Nationalversammlung zum Präsidenten (bis 10. November 1920), der gleichzeitig (bis 9. Dezember 1920) als Staatsoberhaupt fungierte.
Wiener Illustrierte Zeitung, 16. März 1919
Foto: Hofphotograph Carl Pietzner, Wien

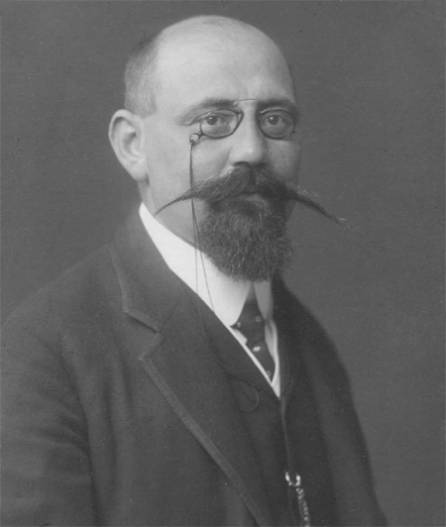
Der Sozialdemokrat Karl Renner (Bild von 1905) aus Südmähren wurde von der Provisorischen Nationalversammlung am 30. Oktober 1918 zum Staatskanzler Deutschösterreichs gewählt; von der Konstituierenden Nationalversammlung im Amt bestätigt, blieb er dies bis 7. Juli 1920, als ihm vereinbarungsgemäß der Christlichsoziale Michael Mayr nachfolgte. Die Große Koalition hielt bis 22. Oktober 1920

Die am 16. Februar 1919 gewählte Konstituierende Nationalversammlung für Deutschösterreich war das erste von Frauen und Männern in freier und gleicher Wahl berufene Parlament in der Geschichte Österreichs. Sie löste am 4. März 1919 die auf den Reichsratswahlen 1911 beruhende Provisorische Nationalversammlung ab, beschloss das Habsburgergesetz, ratifizierte den Vertrag von Saint-Germain, der den Zerfall Altösterreichs besiegelte und Österreichs Unabhängigkeit von Deutschland verlangte, und beschloss in ihrer letzten Sitzung am 1. Oktober 1920 die bis heute geltende Bundesverfassung.
Die Nationalversammlung schaffte mit Wirkung vom 15. März 1919 den Staatsrat, der aus den drei Präsidenten der Nationalversammlung und 20 weiteren Abgeordneten bestand, ab. Auch die bisherige Rotation der drei Vorsitzenden der Nationalversammlung in ihren Funktionen entfiel nun; der Präsident der Nationalversammlung, Karl Seitz, war bis zur Wahl des ersten Bundespräsidenten am 9. Dezember 1920 Staatsoberhaupt.
Auf Grund der neuen Verfassung wurde die Nationalversammlung am 10. November 1920 von der Bundesversammlung, bzw. vom Nationalrat und vom Bundesrat abgelöst. Aus der Staatsregierung wurde die Bundesregierung und aus dem Staatsgesetzblatt das Bundesgesetzblatt für die Republik Österreich. Die Bezeichnung Staatskanzler wurde durch Bundeskanzler ersetzt, die Bezeichnung Staatssekretär durch Bundesminister.

## Vorgeschichte
Am 21. Oktober 1918 waren alle deutschen Abgeordneten des Reichsrates im niederösterreichischen Landhaus in der Wiener Herrengasse zur provisorischen Nationalversammlung Deutschösterreichs zusammengetroffen. Sie beanspruchten das gesamte deutsche Siedlungsgebiet Altösterreichs für den neuen Staat. Zum ersten Staatskanzler Deutschösterreichs wurde am 30. Oktober 1918 der Sozialdemokrat Karl Renner gewählt. Der noch regierende Habsburger-Kaiser Karl I. verzichtete am 11. November 1918 auf seinen Anteil an den Staatsgeschäften, am nächsten Tag beschloss die Provisorische Nationalversammlung die Republik als Staatsform.

## Wahl

Von der Nationalversammlung 1918 / 1919 beanspruchtes Staatsgebiet Deutschösterreichs und die tatsächliche Grenzziehung der Republik Österreich ab Dezember 1921

Die ebenfalls neu gegründete Tschechoslowakei ignorierte das Selbstbestimmungsrecht der späteren Sudetendeutschen und verhinderte ihre Beteiligung an der Wahl zur konstituierenden Nationalversammlung. Ebenso ließen die Italiener, die Südtirol besetzt hatten, dort keine Wahlbeteiligung zu. Deshalb konnte nur in den Gebieten, die tatsächlich von Deutschösterreich kontrolliert wurden (etwa heutiges Bundesgebiet minus Burgenland) gewählt werden. Das Burgenland gehörte damals noch zu Ungarn und nahm daher an Wahl und Tätigkeit der Konstituierenden Nationalversammlung ebenso wie an den ersten Nationalratswahlen, 1920, nicht teil.
Erstmals konnten im Wahlgebiet Frauen nach langen politischen Kämpfen ihr allgemeines und gleiches Wahlrecht wahrnehmen. Wahlberechtigt waren 3.544.242 Frauen und Männer. Die Wahlbeteiligung betrug 84,4 %. Insgesamt standen mehr als 20 Listen zur Wahl. Viele kandidierten jedoch lediglich auf regionaler Ebene und nicht im gesamten Staatsgebiet.

### Wahlergebnis
| Wahlwerber                                                                | Stimmen   | Anteil  | Anteil  | Mandate | Mandate |
| Wahlwerber                                                                | Stimmen   | 1919    | davon   | 1919    | davon   |
| ------------------------------------------------------------------------- | --------- | ------- | ------- | ------- | ------- |
| Sozialdemokratische Arbeiterpartei (SDAP)                                 | 1.211.814 | 40,75 % | %       | 72      | –       |
| Christlichsoziale Parteien                                                | 1.068.382 | 35,93 % | %       | 69      | –       |
| davon … Christlichsoziale                                                 | (687.603) | →       | 23,12 % | →       | 47      |
| … Niederösterreichischer Bauernbund                                       | (222.701) | →       | 7,49 %  | →       | 12      |
| … Christlichsoziale Bürger- und Arbeiterpartei                            | (61.603)  | →       | 2,07 %  | →       | 0       |
| … Tiroler Bauernbund                                                      | (50.461)  | →       | 1,70 %  | →       | 3       |
| … Tiroler Volksverein                                                     | (46.014)  | →       | 1,55 %  | →       | 7       |
| Deutschnationale Parteien                                                 | 545.074   | 18,33 % | –       | 26      | –       |
| davon … Deutschnationale Partei                                           | (173.881) | →       | 5,85 %  | →       | 8       |
| … Deutschdemokraten                                                       | (64.078)  | →       | 2,16 %  | →       | 3       |
| … Deutsche Volkspartei                                                    | (59.918)  | →       | 2,02 %  | →       | 2       |
| … Deutsche Freiheits- und Ordnungspartei                                  | (56.365)  | →       | 1,90 %  | →       | 5       |
| … Steirische Bauernpartei                                                 | (47.078)  | →       | 1,58 %  | →       | 3       |
| … Nationaldemokratische Partei                                            | (46.577)  | →       | 1,57 %  | →       | 0       |
| … Kärntner Bauernbund                                                     | (33.412)  | →       | 1,12 %  | →       | 2       |
| … Nationalsozialistische Arbeiterpartei                                   | (23.334)  | →       | 0,78 %  | →       | 0       |
| … Deutschvölkischer Wahlausschuss                                         | (15.679)  | →       | 0,53 %  | →       | 1       |
| … Demokratische Ständevereinigung                                         | (12.336)  | →       | 0,41 %  | →       | 1       |
| … Freiheitlicher Salzburger Bauernbund                                    | (8.507)   | →       | 0,29 %  | →       | 1       |
| … Demokratische Wirtschaftspartei                                         | (3.909)   | →       | 0,13 %  | →       | 0       |
| Demokratische Parteien                                                    | 70.358    | 2,36 %  | –       | 1       | –       |
| davon … Bürgerliche Demokraten & D-Ö Wirtschaftspartei der Festbesoldeten | (48.847)  | →       | 1,64 %  | →       | 1       |
| … Demokratische Partei                                                    | (15.133)  | →       | 0,51 %  | →       | 0       |
| … Demokratische Mittelstandspartei                                        | (5.967)   | →       | 0,20 %  | →       | 0       |
| … Wirtschaftspolitische Volkspartei                                       | (411)     | →       | 0,01 %  | →       | 0       |
| Vereinigte tschechoslowakische Parteien                                   | 67.514    | 2,27 %  | –       | 1       | –       |
| Jüdischnationale Partei                                                   | 7.760     | 0,26 %  | –       | 1       | –       |
| Deutschösterreichische Volkspartei                                        | 1.688     | 0,06 %  | –       | 0       | –       |
| Treiplpartei                                                              | 864       | 0,03 %  | –       | 0       | –       |

Christlichsoziale und Sozialdemokraten konnten bei der von der Provisorischen Nationalversammlung vorbereiteten Wahl gemeinsam mehr als 75 Prozent der Stimmen auf sich vereinen. Stimmen- und mandatsstärkste Partei wurde die Sozialdemokratische Arbeiterpartei (SDAP) unter Karl Seitz, Karl Renner und Otto Bauer. Zweitstärkste Partei wurde die Christlichsoziale Partei. Es wurden 159 Abgeordnete, darunter acht Frauen (sieben Sozialdemokratinnen und eine Christlichsoziale), gewählt und großteils in der Eröffnungssitzung am 4. März 1919 angelobt.

### Nachträgliche Einberufungen
In Hinblick darauf, dass die Wahl in der Mittel- und Untersteiermark nur in einem kleineren Teil des Wahlkreises und im Wahlkreis Deutsch-Südtirol nur von etwa einem Zehntel der Wahlberechtigten, nämlich im Bezirk Lienz, vorgenommen werden konnte, beschloss die Nationalversammlung am 4. April 1919, für diese Gebiete, proportional nach den regional vorliegenden Wahlresultaten, elf weitere auf den Wahllisten der Parteien geführte männliche Kandidaten in die Nationalversammlung einzuberufen. Sie wurden am 24. April 1919 angelobt.
Für sechs Wahlkreise in Deutschböhmen, zwei im Sudetenland und drei in den Einschlussgebieten standen keinerlei Anhaltspunkte zur Verfügung, wie dort die Wahl ausgegangen wäre, wenn sie hätte stattfinden dürfen. Die Sozialdemokraten lehnten daher für diese elf Wahlkreise die Einberufung von Abgeordneten ab, weshalb sie nicht zustande kam.

### Mandate
Insgesamt schafften 19 Listen den Einzug ins Parlament. Die inklusive Einberufene 170 Abgeordnete umfassende Nationalversammlung gliederte sich wie folgt nach politischen Lagern:
- Sozialdemokraten              72
- Christlichsoziale             69
- Deutschnationale Parteien     26
- Demokratische Parteien         1
- Jüdisch-Nationale              1
- Tschechische Sozialdemokraten  1

| Parteien                            | Sitze |
| ----------------------------------- | ----- |
| Zweidrittelmehrheit (ab 114 Sitzen) |       |
| _ SDAPDÖ, CS                        | 141   |
| Absolute Mehrheit (ab 86 Sitzen)    |       |
| _ CS, DN                            | 95    |
| Sitze gesamt                        | 183   |

Das Wahlergebnis führte bis 7. Juli 1920 zu einer Großen Koalition zwischen Sozialdemokraten und Christlichsozialen, hierauf zu einer Übergangs-Proporzregierung aller drei politischen Lager, aus der die Sozialdemokraten am 22. Oktober 1920, fünf Tage nach der ersten Nationalratswahl, bei der die Christlichsozialen als stimmenstärkste Partei hervorgingen, austraten.

## Beschlüsse
Als die Konstituierende Nationalversammlung (KNV) am 4. März 1919 im Parlamentsgebäude in Wien, dem früheren k.k. Reichsratsgebäude, ihre vom Alterspräsidenten Anton David geleitete 40-minütige Eröffnungssitzung abhielt, fanden in vielen Orten der Sudetenländer Demonstrationen der Deutschböhmen und Deutschmährer gegen ihren Ausschluss von der Wahl statt. Die KNV wählte am 5. März 1919 den Sozialdemokraten Karl Seitz zum Präsidenten und den Christlichsozialen Johann Nepomuk Hauser zum Zweiten Präsidenten. Da der Großdeutsche Franz Dinghofer krankheitsbedingt fehlte, wurde er am 12. März 1919 zum Dritten Präsidenten gewählt. Seitz fungierte auf Grund dieser Funktion bis 9. Dezember 1920 auch als Staatsoberhaupt und wurde dann als solches vom ersten Bundespräsidenten abgelöst.
Die KNV beschloss wichtige Leitlinien für die republikanische Entwicklung Österreichs. Viele ihrer Beschlüsse haben inhaltlich bis heute Bestand. Sie musste sich aber gleichzeitig mit der überaus schwierigen wirtschaftlichen Lage des klein gewordenen Staates, den viele nur als Teil Deutschlands für lebensfähig hielten, und der großen Inflation befassen.

### Wahl der Staatsregierung
Die im Einvernehmen mit der Provisorischen Nationalversammlung von ihrem Vollzugsausschuss namens Staatsrat bestellte Staatsregierung Renner I demissionierte am 3. März 1919 und wurde vom Staatsrat mit der Fortführung der Geschäfte beauftragt.
Die KNV beschloss am 14. März 1919 das Gesetz über die Staatsregierung. Der Staatskanzler und die Staatssekretäre wurden einleitend, wohl um den Kontrast zu den früheren k.k. Ministern zu betonen, als Volksbeauftragte bezeichnet. Die Regierung werde von der KNV auf Vorschlag ihres Hauptausschusses en bloc gewählt. (Sei das Parlament nicht versammelt, werde die Regierung vom Hauptausschuss, der ständig amtiere, vorläufig bestellt.) Versage das Parlament der Regierung oder einzelnen Regierungsmitgliedern durch ausdrückliche Entschließung das Vertrauen, müsste die Enthebung bzw. Neubestellung erfolgen. Die Geschäfte des bisherigen Staatsrates bzw. des Staatsratsdirektoriums gingen auf die Staatsregierung über; Beamtenernennungen habe aber nunmehr der Präsident der Nationalversammlung (als Staatsoberhaupt) vorzunehmen.
Das Gesetz trat am 15. März 1919 in Kraft. An diesem Tag wählte die KNV mit 99 Ja-Stimmen, ohne Gegenstimme, die neue Staatsregierung Renner II. Nach deren Demission wählte die Nationalversammlung am 17. Oktober 1919 die Staatsregierung Renner III. Am 7. Juli 1920 wählte die KNV die Staatsregierung Mayr I, eine Übergangs-Proporzregierung. Als die Sozialdemokraten am 22. Oktober 1920 aus dieser Regierung ausschieden, bestellte Karl Seitz als Präsident der (nicht mehr zusammentretenden) KNV in seiner Eigenschaft als Staatsoberhaupt christlichsoziale Regierungsmitglieder zur vorübergehenden Führung der betroffenen Staatsämter.

### Habsburger
Karl Renner blieb Staatskanzler und bildete die erste demokratisch legitimierte Regierung im damaligen Deutschösterreich. Nachdem der ehemalige Kaiser Karl I. bei der Ausreise aus Österreich im Feldkircher Manifest seine Verzichtserklärung vom November 1918 widerrufen hatte, beschloss die Nationalversammlung am 3. April 1919 das Habsburgergesetz. Dieses Gesetz regelte die Übernahme des Vermögens des früher regierenden Hauses Habsburg-Lothringen sowie seiner Zweiglinien (so genannte Familienfonds) durch den Staat Deutschösterreich sowie die Abschaffung aller Vorrechte des früheren Herrscherhauses. Der ehemalige Träger der Krone, wie es im Gesetz hieß, wurde auf Dauer des Landes verwiesen. Andere Mitglieder des Hauses Habsburg-Lothringen durften in Deutschösterreich bleiben, wenn sie auf ihre Herrschaftsansprüche verzichteten und sich als Bürger der Republik bekannten. Das nachweisbar freie persönliche Privatvermögen einzelner Familienmitglieder blieb vom Habsburgergesetz unberührt.

### Staatsvertrag
Am 10. September 1919 unterzeichnete Staatskanzler Renner den Staatsvertrag von Saint-Germain, der vor allem wegen seiner Missachtung des Selbstbestimmungsrechts der später Sudetendeutsche Genannten und der Südtiroler als Diktatfrieden betrachtet wurde, zu dem es aber angesichts der völligen Machtlosigkeit des neuen Österreich keine Alternative gab. Am 21. Oktober 1919 wurde der Vertrag von der Nationalversammlung ratifiziert. Der neue Staat hieß von diesem Tag an vertragsgemäß Republik Österreich (der Begriff Deutschösterreich hatte den Siegermächten nicht konveniert). Der vorgesehene Anschluss an Deutschland wurde durch Vertragsbestimmungen auch für die Zukunft ausgeschlossen (außerdem musste Deutschland im Friedensvertrag von Versailles die Unabhängigkeit Österreichs akzeptieren). Der Friedensvertrag hielt aber auch fest, dass Deutsch-Westungarn (später Burgenland genannt) an Österreich anzuschließen sei (eine analoge Bestimmung findet sich im 1920 von den Siegermächten mit Ungarn geschlossenen Vertrag von Trianon). Der Großteil des vorgesehenen Gebiets kam im November/Dezember 1921 zu Österreich.

### Verkürzung der Legislaturperiode
Im Sommer 1920 konnte die Große Koalition der Sozialdemokraten und der Christlichsozialen wegen starker Interessengegensätze nicht mehr fortgesetzt werden. Man einigte sich jedoch noch auf das Gesetz vom 6. Juli 1920 über die Verkürzung der Legislaturperiode der Konstituierenden Nationalversammlung (sie endete nun am 31. Oktober 1920). Es sah bei Nichteinigung auf eine Kabinettsliste proportionales Listenwahlrecht vor. Das Gesetz wurde bereits tags darauf bei der Wahl der Staatsregierung Mayr I angewandt. Es bestimmte auch, dass der Präsident, die beiden Vizepräsidenten und der Hauptausschuss der Nationalversammlung im Amt blieben, bis das laut Gesetz am 17. Oktober 1920 neu zu wählende Parlament ihre Nachfolger gewählt habe. (Diese Wahl fand am 10. November 1920 statt.)

### Verfassung
Die Konstituierende Nationalversammlung war dazu berufen, die republikanische Verfassung (Konstitution) Österreichs zu diskutieren und zu beschließen. Dazu mussten Kompromisse zwischen den zentralistischen Sozialdemokraten und den föderalistischen Christlichsozialen gefunden werden; sie resultierten in bundesstaatlichen Regelungen, die dem Gesamtstaat (Bund) eine wesentlich stärkere Stellung geben als den Gliedstaaten (Bundesländern). Wien wurde aus Niederösterreich herausgelöst und zum eigenständigen Bundesland erklärt. Das so genannte Bundes-Verfassungsgesetz (B-VG, Gesetz, womit die Republik Österreich als Bundesstaat eingerichtet wird) wurde von der Nationalversammlung am 1. Oktober 1920 beschlossen, trat am 10. November 1920 in Kraft und gilt im Wesentlichen bis heute. (Wichtigste spätere Änderung ist, abgesehen vom EU-Beitritt, die durch eine Novelle 1929 eingeführte Volkswahl des Bundespräsidenten.)

## Historische Einordnung
Die zwei Jahre der Provisorischen und der Konstituierenden Nationalversammlung, 1918–1920, waren die einzigen in der Ersten Republik, in denen die beiden großen politischen Lager, oft einfach als die Roten und die Schwarzen bezeichnet, auf gesamtstaatlicher Ebene zur Zusammenarbeit fähig waren. Nach Lothar Höbelt war die Große Koalition von 1919/20 aus Christlichsozialen und Sozialdemokraten eine "nicht auf Dauer angelegte Partnerschaft", auch keine "Vernunftehe" gewesen, die dann 1920 "tragischerweise in die Brüche" gegangen sei, sondern es habe sich um eine "Zwangsgenossenschaft" gehandelt, "die nur für eine knapp bemessene Zeit als erträglich betrachtet" worden sei. Diese Phase österreichischer Geschichte bezeichnet er pointiert als "Übergang vom Provisorium zum Provisorium".
Von 1920 bis 1938 standen einander Christlichsoziale und Sozialdemokraten dann in zunehmender Kompromisslosigkeit, kulminierend im Februar 1934 und der ihm folgenden Diktatur, gegenüber. Erst 1945, nach dem Desaster des Zweiten Weltkriegs, gelang wieder eine Große Koalition, die bis 1966 Bestand hatte.